# Drilliola pruina
Drilliola pruina är en snäckart som först beskrevs av Watson 1881.  Drilliola pruina ingår i släktet Drilliola och familjen kägelsnäckor. Inga underarter finns listade i Catalogue of Life.